# サラ・デブリッツ
サラ・デブリッツ（Sara Däbritz、1995年2月15日 - ）は、ドイツ・アンベルク出身のプロサッカー選手。ドイツ女子代表。オリンピック・リヨン所属。ポジションはMF。

## 経歴

### クラブ
SpVgg SVヴァイデンというクラブでプレーを始め、2012年にSCフライブルクの女子チームに移籍しプロデビュー。
2015年、FCバイエルン・ミュンヘンの女子チームに移籍。

### 代表
2013年6月に行われた日本代表との親善試合でA代表デビュー。翌月、UEFA欧州女子選手権2013に参加。2014 FIFA U-20女子ワールドカップでは5得点を挙げ優勝に貢献、自身もブロンズシューを受賞した。2015 FIFA女子ワールドカップ・コートジボワール戦でA代表初ゴールを決めた。

## タイトル

### クラブ
バイエルン・ミュンヘン
- ブンデスリーガ: 2015-16

### 代表
- UEFA欧州女子選手権: 2013
- アルガルヴェ・カップ: 2014
- 夏季オリンピック: 金メダル 2016
- FIFA U-20女子ワールドカップ: 2014
- UEFA U-17女子選手権: 2014

### 個人
- フリッツ・ヴァルター・メダル: 銅メダル（2012）, 銀メダル（2013）, 金メダル（2014）
- FIFA U-20女子ワールドカップブロンズ・シュー: 2014

## 代表でのゴール
| #  | 開催年月日     | 開催地         | 対戦国           | スコア | 結果 | 大会                               |
| -- | -------------- | -------------- | ---------------- | ------ | ---- | ---------------------------------- |
| 1. | 2015年5月17日  | オタワ         | コートジボワール | 8–0    | 10–0 | 2015 FIFA女子ワールドカップ        |
| 2. | 2015年6月15日  | ウィニペグ     | タイ             | 4–0    | 4–0  | 2015 FIFA女子ワールドカップ        |
| 3. | 2015年10月25日 | ザントハウゼン | トルコ           | 4–0    | 7–0  | UEFA欧州女子選手権2017予選         |
| 4. | 2015年10月25日 | ザントハウゼン | トルコ           | 7–0    | 7–0  | UEFA欧州女子選手権2017予選         |
| 5. | 2016年7月22日  | パーダーボルン | ガーナ           | 6–0    | 11–0 | 親善試合                           |
| 6. | 2016年8月3日   | サンパウロ     | ジンバブエ       | 1–0    | 6–1  | 2016年リオデジャネイロオリンピック |
| 7. | 2016年8月6日   | サンパウロ     | オーストラリア   | 1–2    | 2–2  | 2016年リオデジャネイロオリンピック |
| 8. | 2016年8月16日  | ベロオリゾンテ | カナダ           | 2–0    | 2–0  | 2016年リオデジャネイロオリンピック |

出典: